# 中华人民共和国驻圣卢西亚大使馆
中华人民共和国驻圣卢西亚大使馆（英語：Embassy of the People's Republic of China in Saint Lucia），简称中国驻圣卢西亚大使馆，中华人民共和国派驻圣卢西亚的外交代表机构，两国建交后的1997年9月设立，2007年5月随两国断交而撤销。

## 历史沿革
1997年9月1日，圣卢西亚与中华人民共和国建交。随后中国政府派遣临时代办、候任大使顾品锷到圣卢西亚筹备开馆。
2007年4月30日，圣卢西亚与中华民国政府复交，中华人民共和国政府于5月5日宣布中止双方外交关系。其后，对圣卢西亚的相关事务由中国驻巴巴多斯大使馆兼辖。